# Несколько интервью по личным вопросам
«Несколько интервью по личным вопросам» (груз. რამდენიმე ინტერვიუ პირად საკითხებზე) — художественный фильм, драма режиссера Ланы Гогоберидзе.

## Сюжет
Главная героиня картины Софико — журналистка в местной газете. Она пишет на острые социальные темы, в основном связанные с женщинами, её работа проходит в постоянных разъездах, во встречах с людьми. Перед её глазами мелькает череда разных лиц и судеб. В семье Софико не все благополучно. Муж Арчил, утомленный постоянным отсутствием жены и её чрезмерной увлеченностью работой, заводит молодую любовницу. Софико предлагают более спокойную и доходную должность в газете, не связанную с командировками, но она отказывается. Арчил, всегда скептически относившийся к профессии жены и работе журналиста, расстроен. В семье назревает конфликт, однако временное примирение возникает после смерти матери Софико, прошедшей сталинские лагеря. Финал картины открытый. Софико и Арчил обсуждают возможное будущее и смотрят на подрастающих детей.

## В ролях
- Софико Чиаурели — Софико
- Гия Бадридзе — Арчил
- Жанри Лолашвили — Ираклий, фотограф
- Леван Абашидзе — Сандро, сын Софико и Арчила
- Лейла Абашидзе — Нато
- Нана Джорджадзе — Тамро
- Кетеван Орахелашвили — мама Софико
- Саломе Алекси-Месхишвили — Эка
- Саломе Канчели — Маро, тетя Софико
- Кетеван Бочоришвили — Кето, тетя Софико
- Манана Гамцемлидзе — респондент
- Григол Талаквадзе — директор школы
- Анна Нижарадзе — Софико в детстве
- Тенгиз Магалашвили — друг Арчила
- Гурам Петриашвили — работник инфекционной службы

## Награды
- 1979 год — 12 Всесоюзный кинофестиваль в Ашхабаде: Главный приз по разделу художественных фильмов.[1]
- 1979 год — главная премия на МКФ в Сан-Ремо[2][3]
- 1980 год — Государственная премия СССР (З. Арсенишвили, Э. Ахвледиани, Л. Гогоберидзе, Н.Эркомаишвили, С. Чиаурели)[4]

## Критика
Кинокритик Майя Туровская подробно рассмотрела фильм в своей статье в журнале «Искусство кино». Она высоко оценила режиссуру Ланы Гогоберидзе и актёрскую работу Софико Чиаурели.

«Несколько интервью по личным вопросам» — игровой фильм с документальными врезками, вроде бы такой объективный по форме, не претендующий ни на внутренний монолог, ни на субъективную камеру, — на поверку оказывается исповедью или, может быть, диалогом современной женщины с действительностью и с самой собой, опытом её самопознания, основанным на глубоком личном знании, накопленных наблюдениях и посильном анализе.
Вот почему картина Ланы Гогоберидзе с Софико Чиаурели в главной роли среди многих фильмов, женщинам посвящённых, сделанных в основном женщинами и касающихся «женского вопроса», представляется мне первым «женским фильмом» нашего кино в точном смысле этого слова.

Киновед Марк Зак рассмотрел стилевые особенности фильма. Он написал, что кадры фильма выкладывают портрет главной героини, который «есть произведение актёрского искусства и в равной мере драматического и режиссёрского». Он также отметил, что музыка Гии Канчели «не подложена под кадры, скорее, она ведёт их за собой».
Кинокритик Сергей Кудрявцев назвал фильм «заметной картиной конца 70-х годов». В своей рецензии он написал, что «Софико в ленте Ланы Гогоберидзе существует в кругу родных и малознакомых людей, близких по духу и откровенно неприятных — и такое притягивание-отталкивание — по отношению к разным людям раскрывает её собственный характер, делает многомерным и неоднозначным».
Киновед Семён Фрейлих отметил, что «в картине возникает во всей своей жизненности и диалектичности тип эмансипированной женщины».